# Jean-Charles Schwartz
Pour les articles homonymes, voir Schwartz.
Jean-Charles Schwartz, né le 28 mai 1936 à Paris, est un neurobiologiste, pharmacien et chercheur français. Époux de Ketty Schwartz, née Gersen (1937-2007) et père d'Olivier, Marc et Emmanuelle. Il est membre de l'Académie des sciences.

## Biographie
Jean-Charles Schwartz est docteur en pharmacie (Paris, 1960), docteur ès sciences (Paris, 1965), diplômé de l’Institut de Pharmacodynamie et Pharmacotechnie (Paris, 1961). Il a été professeur de physiologie des facultés de pharmacie des universités de Haute Normandie puis de Paris 5-René Descartes (1968-2001)  et professeur de neuropharmacologie à l’Institut Universitaire de France (1990-2000).
Il a été interne en pharmacie (1958-1963), assistant à la Pharmacie Centrale des Hôpitaux (1964-1968) puis Pharmacien-chef à l’Assistance publique-Hôpitaux de Paris (1968-1999).
Il a dirigé les unités de "Neurobiologie et Pharmacologie" puis de Neurobiologie et Pharmacologie Moléculaire de l'Institut national de la santé et de la recherche médicale (Inserm) de 1972 à 2001. Il a été vice-président du conseil d’administration de l’Inserm (1999-2002 ).
Il a co-fondé avec le Dr Jeanne-Marie Lecomte les sociétés de recherche/développement et exploitation pharmaceutiques  Bioprojet (1981), Bioprojet Pharma (1992) et Bioprojet Biotech (2001). Il est le directeur scientifique.de Bioprojet depuis 2001.

## Travaux scientifiques
Jean-Charles Schwartz, spécialiste de la neurobiologie et la pharmacologie des médiateurs chimiques du cerveau, a découvert et développé de nouvelles classes de médicaments, principalement en neuropsychiatrie.
Il a étudié les fonctions cérébrales de l'histamine et de la dopamine. Il a établi le rôle neurotransmetteur de l'histamine dans le cerveau : il a décrit les voies de son métabolisme,  localisé les voies neuronales histaminergiques, identifié et localisé les récepteurs (H1,H2 et H3) médiant ses actions, . Ses travaux sur le rôle des neurones histaminergiques dans le contrôle de la vigilance ont contribué à la mise au point des antihistaminiques de seconde génération, dépourvus d'effets sédatifs. Il a découvert le récepteur H3, mis en évidence le rôle de sa forte activité constitutive dans le contrôle de l’activité des neurones histaminergiques cérébraux, mis au point les premiers ligands sélectifs de ce récepteur et développé le pitolisant, (Wakix), un agent éveillant et anticataplectique utilisé pour le traitement des patients atteints de narcolepsie. 
Ayant émis l'hypothèse de l'existence de plusieurs types de récepteurs de la dopamine, Jean-Charles Schwartz et ses collaborateurs ont identifié par clonage les deux isoformes d'épissage du récepteur D2, puis le récepteur D3. Il a mis au point les premiers ligands sélectifs du récepteur D3 et les a utilisés pour montrer l'implication de ce récepteur dans la dépendance aux drogues et l’action des médicaments antipsychotiques. Il a montré l’implication des modifications de récepteurs dans les modifications d’effets des agents psychotropes administrés de manière chronique, des processus responsables de la tolérance et de la dépendance,,,,. 
Dans le domaine des neuropeptides, Jean-Charles Schwartz a créé le concept de « neuropeptidases d'inactivation » en identifiant les enzymes responsables de l'inactivation des enképhalines et de la cholécystokinine . Il a développé les premiers inhibiteurs sélectifs de ces enzymes, utilisés comme outils de recherche puis comme médicaments. Il a ainsi développé en clinique le racécadotril (Tiorfan), un inhibiteur de néprilysyne (« enkephalinase »),  le premier  anti-sécrétoire intestinal sélectif utilisé comme antidiarrhéique par plusieurs millions de patients.
Il a également découvert par clonage plusieurs sous-types de récepteurs cérébraux de la sérotonine (5HT6, 5HT7),,  et établi le rôle neurotransmetteur de l'anandamide, ligand endogène des récepteurs du cannabis.
Il est l'auteur de plus de 700 publications,.

## Distinctions – Prix
- Médaille d'or de l'internat des hôpitaux de Paris (1962).
- Grand prix des sciences chimiques et naturelles (1983) et Grand prix Charles-Léopold-Mayer de l'Académie des sciences – Institut de France (1991)
- Prix Eli-Lilly de l'European College of Neuropsychopharmacology (1994).
- Docteur honoris causa de l'université de Berlin (1997).
- Prix du Collegium Internationale Neuropsychopharmacologicum (1998).
- Prix Ariëns de la Société de pharmacologie des Pays-Bas (1998).
- Prix Galien (2001).
- Lauréat de l'Institute for Scientific Information "Highly cited researcher" (2001).
- Prix de l'Ordre des pharmaciens de l'Académie nationale de pharmacie (2002).
- Grand Prix de la Fondation pour la recherche médicale (2009).
- Grand Prix de l’Académie nationale de Pharmacie (2017).
- Chevalier de la Légion d'honneur (2009).

Appartenances à des sociétés savantes
- European College of Neuropsychopharmcology (ECNP)
- Collège International de Neuropsychopharmacologie (CINP)
- American Association for the Advancement of Sciences
- Society of Pharmacology and experimental Therapeutics

Appartenance à des Académies
- Académie des sciences (2002)[28]
- Academia Europaea (1994)